# 錦織神社

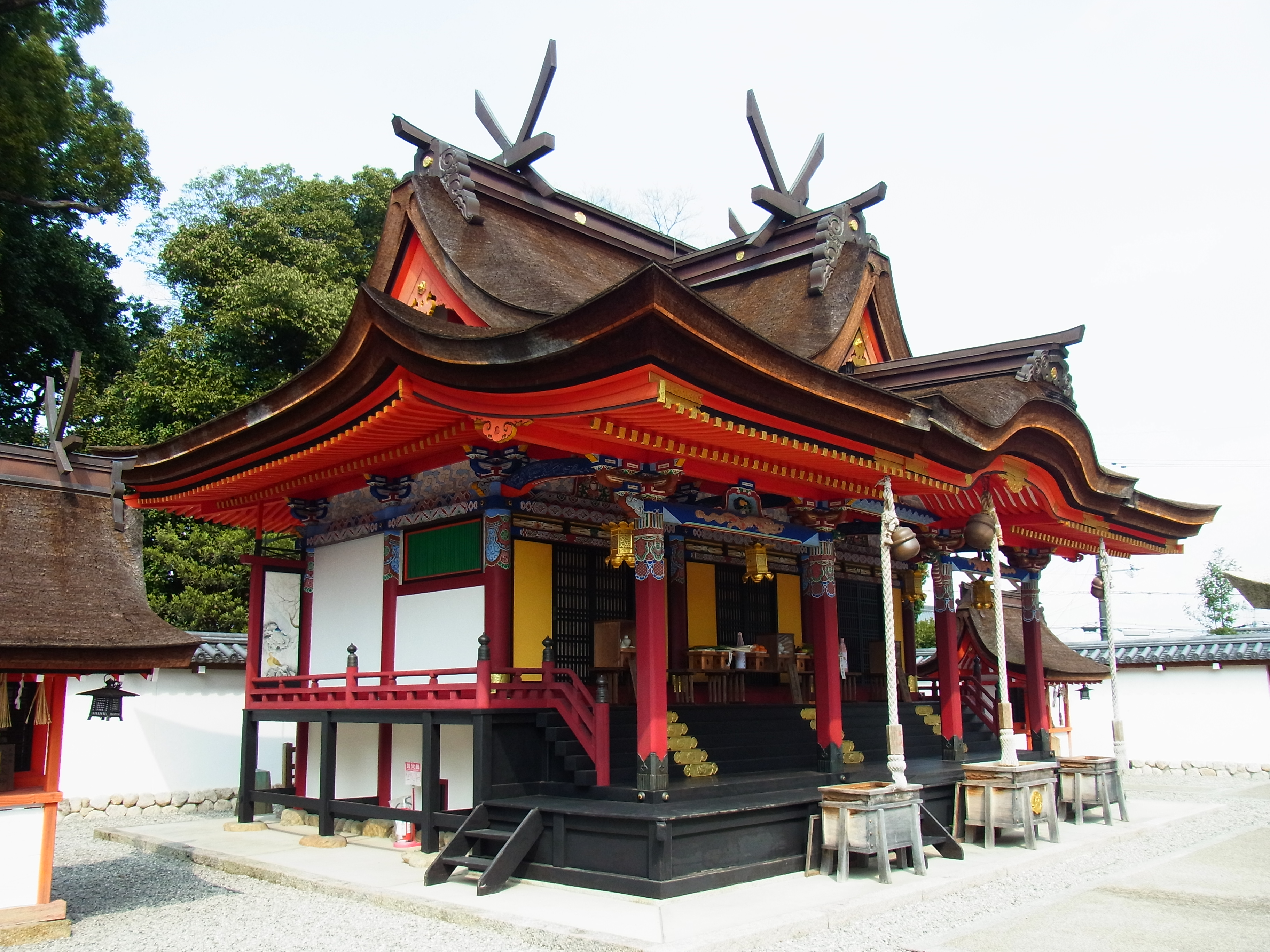
本殿（重要文化財）

錦織神社（にしこおりじんじゃ）は、大阪府富田林市宮甲田町にある神社。旧社格は郷社。地元では錦織を「にしこり」「にしこおり」「にしごり」等と呼んでいる。当社は建水分神社（上水分社、千早赤阪村）、美具久留御魂神社（下水分社、富田林市）とともに「河内国の三水分（みくまり）社」と呼ばれている。

## 祭神
- 主祭神 - 建速素戔嗚命（たけはやすさのおのみこと）、品陀別命、菅原道真

## 歴史
当社のある地域は、太古は「錦部（にしごり）部」と呼ばれていたようで、織物の技術を持つ人々が百済より渡来し住みついていた場所とされている。当社はそもそもの名称を水郡（にごり）神社といい、錦部部（錦部氏）の氏神であった。
創建年代は不明であるが、1935年（昭和10年）の本殿修理の際に地中から平安時代中期の丸瓦・平瓦が発見され、その頃かそれ以前に創建されたと推定されている。また、爾吾利天王（にごりてんのう）、水郡天王宮とも呼ばれていた。平安時代には神宮寺として金輪寺が建立され、神仏習合が行われていた。
当社は大和川支流である石川の谷に位置することから、千早赤阪村の建水分神社や富田林市宮町にある美具久留御魂神社とともに、古くから河内国の三水分（みくまり）社として広く信仰を集めていた。
重要文化財である本殿は、正平18年（1363年）に三善貞行によって再建されたものである。
明治時代になると神仏分離、廃仏毀釈が行われて神宮寺の金輪寺が廃寺となった。
1872年（明治5年）に郷社に列せられている。1907年（明治40年）に神饌幣帛料供進社に指定された際に錦織神社に改称している。

## 境内

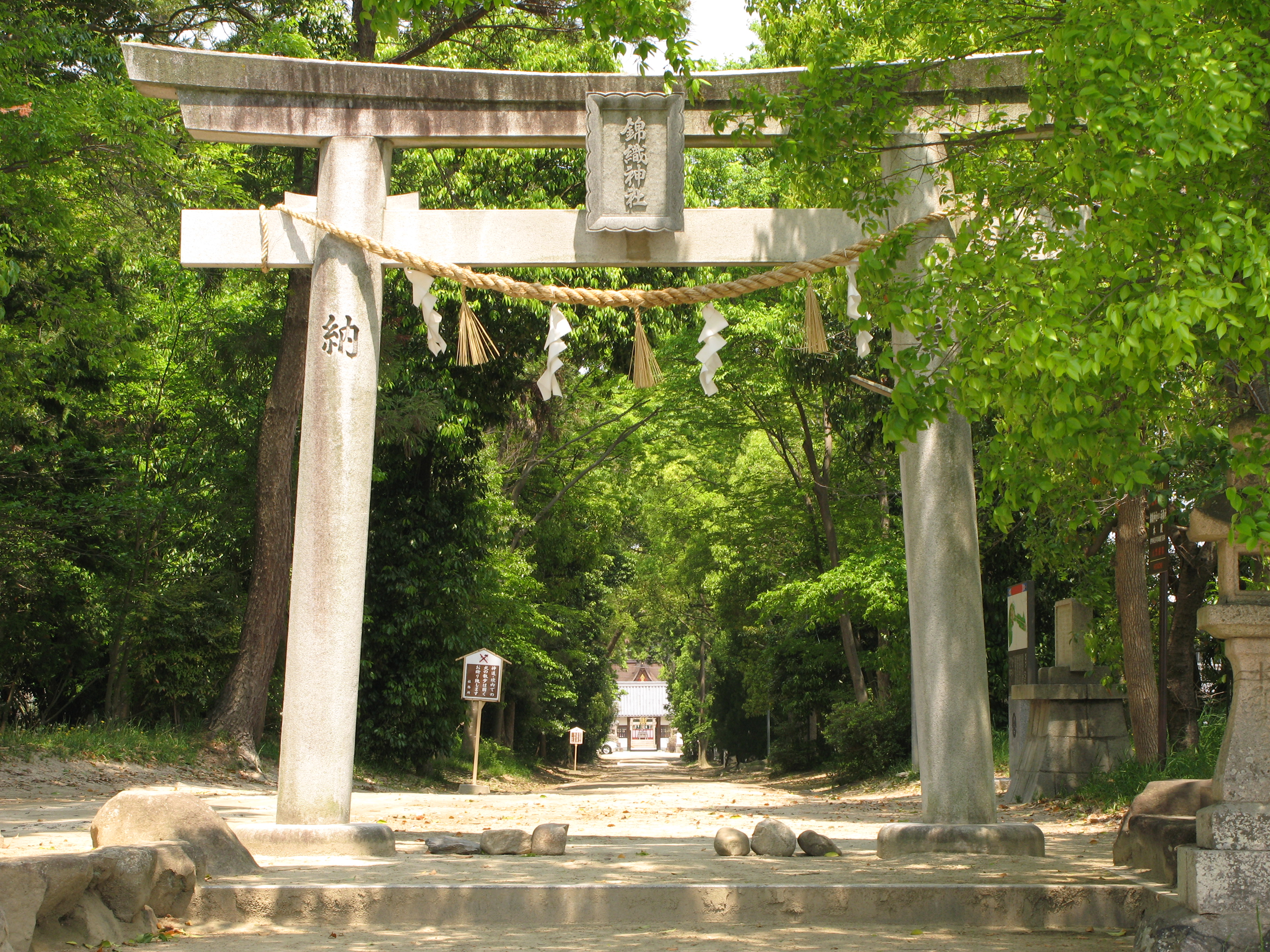
参道前の鳥居
（この写真の左側に川西小学校の門がある）

川西小学校の門の横に大石鳥居があり、そこから約150メートルの長い参道が続いている。長い参道はかつて流鏑馬が行われており馬場先と呼ばれていた。 
- 本殿（重要文化財） - 正平18年（1363年）に三善貞行により再建。入母屋造三間社、正面千鳥破風、軒唐破風付き、檜皮葺きとする。正面の向拝には丸みを帯びた唐破風を造り、屋根の斜面正面に付けられた三角形の千鳥破風が唐破風の上に位置する。こうした屋根形式は室町時代の神社建築としては珍しく、貴重なものとされる。この建築様式は「錦織造」と呼ばれる複雑な屋根様式の原型であり、安土桃山時代から江戸時代に建築された神社に多く採用された。また、日光東照宮にも影響を与えたといわれている。
- 神門
- 祈祷所
- 神輿庫
- 拝殿（割拝殿）
- 社務所
- 遙拝所
- 天誅組記念碑 - 参道脇に天誅組記念碑が設置されている[1]。これは幕末当時に甲田村の大庄屋であった水郡善之祐が天誅組の変において、天誅組河内勢の中心人物として息子の英太郎とともに決起したことを示すものである。決起から100年後の1963年（昭和38年）に水郡家の子孫らによって建立された。

## 摂末社

### 摂社
- 天神社（重要文化財） - 祭神：火産霊神、大国主神、恵比寿神。二間社流見世棚造。文明12年（1480年）建立[3]。
- 春日社（重要文化財） - 祭神：春日大明神、熊野速玉神。二間社流見世棚造。文明12年（1480年）頃建立。

### 末社
- 金刀比羅宮
- 弁才天社

## 文化財

### 重要文化財
- 錦織神社 3棟
  - 本殿
  - 摂社天神社本殿 - 文明12年（1480年）の棟札がある。
  - 摂社春日社本殿

## 例祭
- 秋期大祭（10月第2土曜日）

## 現地情報
所在地
- 大阪府富田林市宮甲田町9-46

交通アクセス
- 最寄駅：近鉄長野線川西駅下車後、徒歩約3分（西へ約200m）